# Chevau-léger

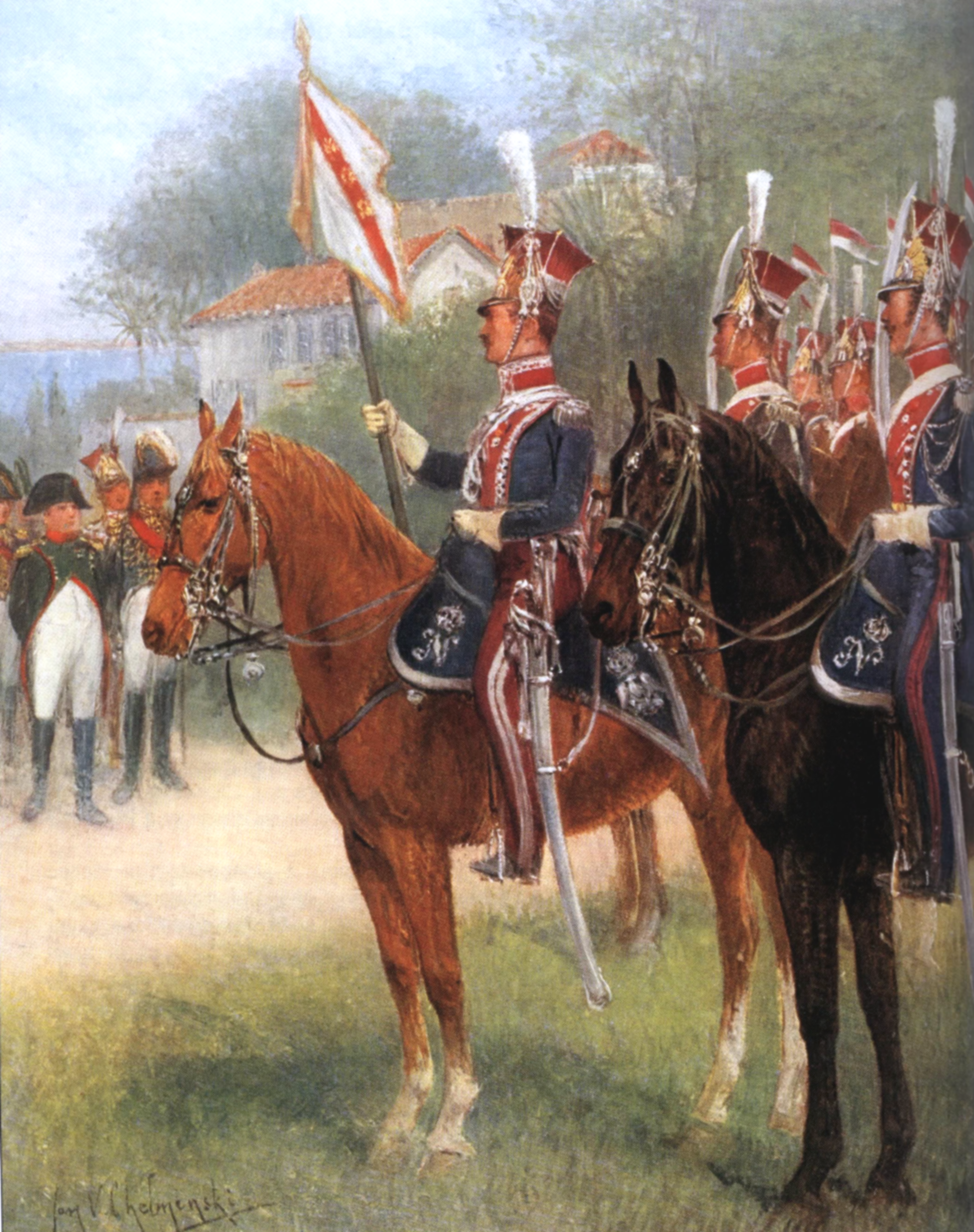
Pintura de Jan Chełmiński que representa al caballo ligero polaco de la Guardia Imperial.

Los chevau-légers, o chevau-légers lanciers, es un tipo de unidad de caballería ligera armadas con lanzas.
La ortografía de chevau-léger (en francés sin la x tanto en singular como en plural) era más común en la época en que aún existía esta unidad, y es la ortografía recomendada por la Académie y el Petit Robert; sin embargo, otros diccionarios, como el Petit Larousse, el Littré o Bescherelle, consideran este uso como un despropósito y recomiendan chevaux.léger (con la x tanto en singular como en plural).

## En Francia

### Antiguo régimen
Creados en 1498, los caballos ligeros están menos equipados y armados que los demás cuerpos de caballería. Es sólo por este equipo y este armamento ligero que los caballos ligeros se diferencian de otros jinetes, porque cumplen las mismas funciones: exploradores, para cubrir los flancos, escaramuzas, etc. Los chevau-légers formaron una compañía dentro de la Casa del Rey a partir de 1593, durante el reinado de Enrique IV, quien hizo un gran uso del cargo de chevau-légers. La compañía chevau-légers de la guardia real se integró en la casa militar del rey y sustituyó a las dos compañías de caballeros con pico de corbin, que aseguraban la guardia montada del soberano al mando del conde Jean Baptiste Gibert de Lhène (o Haleine), capitán de la compañía. La empresa fue retenida por sus sucesores. Alcanzó su fuerza máxima bajo Luis XIV, quien la aumentó en 200 hombres .
Los chevau-légers ocupaban el tercer rango dentro de la Casa Militar del Rey de Francia, después de los guardaespaldas y los gendarmes de la guardia. Su entrada estaba reservada a los nobles que, posteriormente, podían ocupar los grados de oficiales en los regimientos ordinarios del ejército. Vestían un uniforme rojo.
Inicialmente, cinco años de servicio en esta unidad ennoblecen. Posteriormente, se reserva para los hijos de familias. Esta empresa se disolvió en 1787 por motivos de costes.
De 1779 a 1788 hubo seis regimientos de caballos ligeros de línea:
- 1er regimiento de caballos ligeros - luego caballería Orléanais.
- 2º regimiento de caballos ligeros - luego obispados de caballería.
- 3er regimiento de caballos ligeros - luego caballería de Franche-Comté.
- 4º regimiento de caballos ligeros - luego caballería Septimanie.
- 5º;regimiento de caballos ligeros - luego caballería de Quercy.
- 6ºregimiento de caballos ligeros - luego caballería de LaMarche.

### sigloXIX
Chevau-légers son restablecidos por el Imperio francés y en sus estados satélites: Reino de Westfalia y el Gran Ducado de Berg (estos son de hecho en estos dos principados alemanes de los ulanos). El 4º Regimiento de lanceros chevau-légers formaron parte del ejército francés durante los Cien Días. La Guardia Real de 1814 retuvo una unidad, que se disolvió en 1816.

## Cronología europea en el

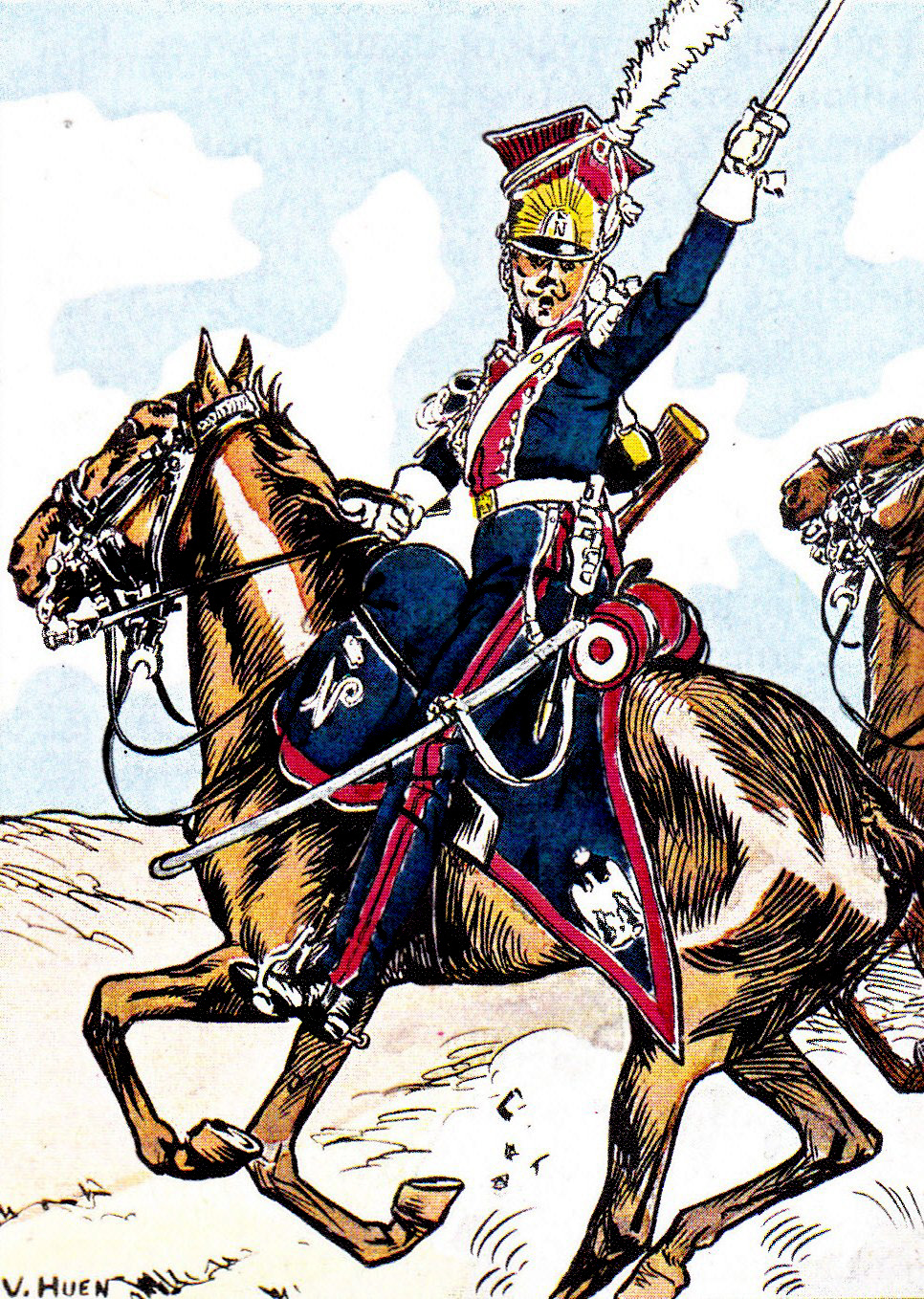
Caballo ligero polaco de la Guardia Imperial (pintura de Victor Huen).

## Cronología europea en elsigloXIX

### Ejército napoleónico
En 1807, cuando Napoleón entró en Polonia, decidió formar el regimiento de caballos ligeros polacos reclutados entre la nobleza. Sólo recibieron la lanza en 1809, después de Wagram. A finales de 1808, el regimiento de caballos ligeros de Berg se adjuntó a la Guardia Imperial. En 1809, los chevau-légers se disolvieron y se incorporaron a los Chasseurs à Cheval de la Garde . Otro regimiento, el de Chasseurs à Cheval de Berg, recibió la lanza en 1809 y luego se adjuntó a la Guardia. En 1810, el 2 chevau-légers de lanceros de la Guardia, dijo " lanceros rojos », está formado por el regimiento de húsares de la Guardia Holandesa ; de hecho, Napoleón se inspiró en los cosacos e introdujo el uso de la lanza ( 2,75 m  ) en la Grande Armée. En 1812, en vísperas de la entrada en Rusia, la caballería de la Guardia aumentó su número. Los granaderos a caballo, los cazadores a caballo, los dragones y la caballería ligera polaca aumentaron a 5 escuadrones. Se creó un 3 Guardias a caballo-lanzas ligeras, pero fue destruido antes del final de la campaña.

### En Bélgica
El 13 de febrero de 1814 ve la creación del regimiento de caballos ligeros van der Burch. El 11 de junio de 1815, este regimiento toma el nombre de Light Dragons número 5 antes de integrarse en el ejército de los Países Bajos. El 24 de octubre de 1830, cuando Bélgica se independizó, el regimiento dio a luz al 1. En agosto de 1831 formó parte del ejército del scalda y participó en la campaña del " Diez días ". Su valentía le valió ser citado como ejemplo por el propio rey. También recibe su estandarte de sus manos. El peligro pasó, la 1ª de lanceros guarnecieron Namur durante 43 años. Durante la Primera Guerra Mundial, los de la 1ª  también se destacaron en combate, Namur, Dendermonde, Handzaeme son lugares donde los herederos del regimiento de caballos ligeros se cubrieron de gloria. Después de las hostilidades, el regimiento ocupa los países del Rin, el "Guardia del Rin" por diez años.

### En Alemania

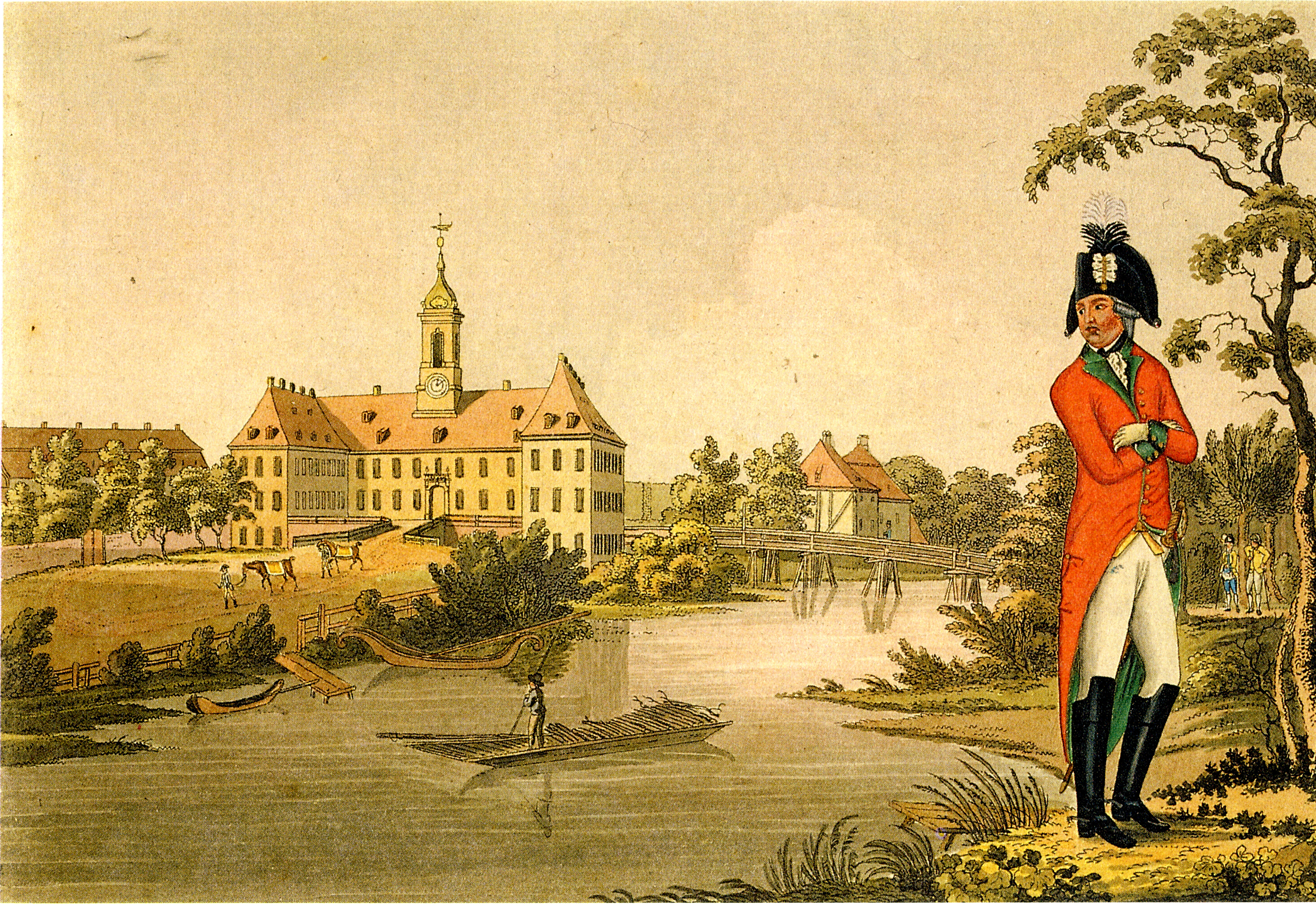
Oficial de la caballería ligera del duque de Courland frente al castillo de Elsterwerda en 1791.

Probablemente a imitación de Francia, las unidades de caballos ligeros se crearon en Sajonia en 1735 y permanecieron hasta finales de siglo XVIII. Todos se disuelven o reconvierten en unidades de ulanos a partir de entonces. En 1811, Baviera convirtió toda su caballería en chevau-léger. Después de la campaña en Rusia, los regimientos se habían especializado, pero la mayor parte de la caballería bávara seguía siendo caballería ligera. Fueron durante la Primera Guerra Mundial los típicos soldados bávaros entre el ejército alemán. 
De 1759 a 1765, Austria-Hungría convirtió seis regimientos de dragones en caballos ligeros. La Monarquía Dual utiliza estas unidades reclutadas de súbditos alemanes como húsares. Otras unidades de dragones ligeros pasaron a llamarse caballos ligeros en 1798, aunque tenían las mismas tareas y equipos; estas unidades volvieron a convertirse en unidades de dragones o ulanos en 1851.

### En Italia
También existían regimientos de caballos ligeros en Italia. En el Regio Esercito (el ejército del Reino de Italia) hubo hasta dieciocho. Hoy en el Esercito Italiano solo sobrevive uno, el Guía Cavalleggeri, fundado por Giuseppe Garibaldi como caballería en su ejército de voluntarios.